# Hemistegia insignis
Hemistegia insignis là một loài dương xỉ trong họ Cyatheaceae. Loài này được F mô tả khoa học đầu tiên năm 1866.
Danh pháp khoa học của loài này chưa được làm sáng tỏ. 